# Josef Missethon

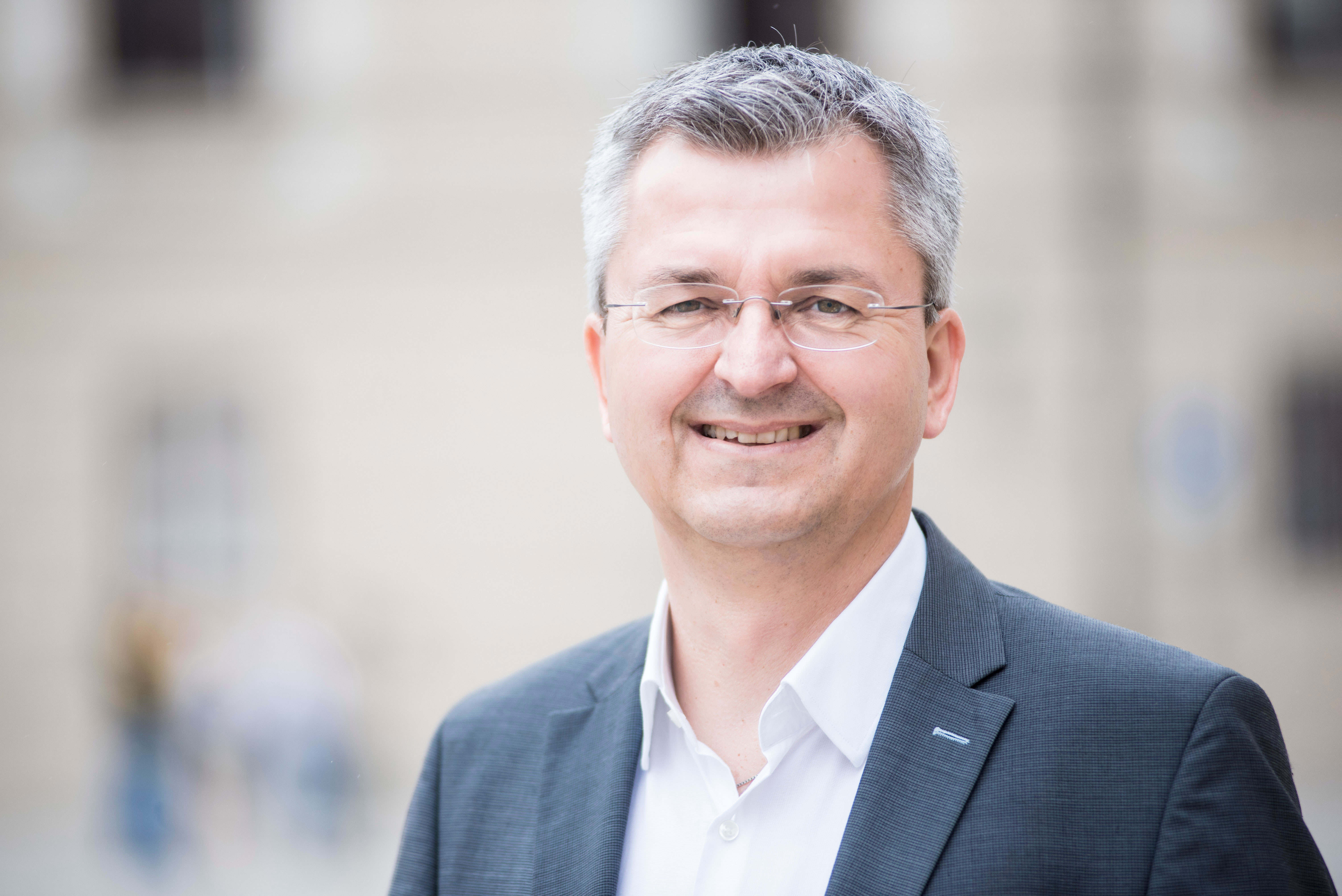
Josef Missethon (2015)

Josef Missethon (* 16. Jänner 1965 in Leoben) ist ein österreichischer Unternehmer im Bereich Bildung, Arbeit und Zuwanderung. 

## Leben
Missethon studierte Betriebswirtschaftslehre an der Karl-Franzens-Universität Graz. Nach Studienabschluss absolvierte er Ausbildungen zum Quality Manager und TQM-Auditor sowie zum Psychotherapeuten (Systemische Familientherapie). Ergänzend absolvierte er zwei weitere Master-Studien in den Bereichen Organisations-/Personalentwicklung sowie Pädagogik. 2017 dissertierte er in Psychologie zum Thema Werte in der Führung und Integration.
Missethon war 25 Jahre lang als selbstständiger Unternehmensberater im Bereich Personal- und Organisationsentwicklung sowie im Qualitätsmanagement tätig. Parallel dazu arbeitete er als niedergelassener Psychotherapeut und war in vielfältigen nationalen Suizidpräventionsaktivitäten aktiv.
Im Jahr 2015 gründete er das Unternehmen Talententwicklung Missethon GmbH, in dem er als geschäftsführender Gesellschafter bis heute tätig ist. Das Unternehmen beschäftigt rund 50 Mitarbeiter und ist an mehreren Standorten im In- und Ausland tätig. 2015 entwickelte er mit seinem Unternehmen das Programm Talente für Österreich, das in Österreich Schulen für junge Flüchtlinge betreibt und junge Menschen durch Sprache, Kultur und Berufsausbildung auf die Lehre in Unternehmen vorbereitet. 2018 wurde das Programm Talente für Österreich mit dem United Nations Public Service Award der Vereinten Nationen für besonders innovative Projekte öffentlicher Verwaltungen, in Kooperation mit dem Land Steiermark, sowie dem Alpine Pluralism Award für seine Bemühungen um einen vielfältigen Alpenraum prämiert. Als Finalist des European Public Service Award wurde Talente für Österreich, in Kooperation mit der Stadtgemeinde Trofaiach, 2017 als offizielles EU Best Practice-Beispiel ausgezeichnet.  Die Talenteentwicklung Missethon GmbH wurde im November 2020 auf Rise Above – Talents for Europe GmbH unbenannt und musste schließlich im Dezember 2021 Insolvenz Anmelden.
Im Februar 2018 initiierte Missethon das Projekt Talenteküche in Graz, in dem Jugendliche aus der ganzen Welt in Theorie und Praxis auf die Gastronomie-Lehre in einem öffentlich zugänglichen Restaurant vorbereitet werden. Im November 2018 wurde der Talenteküche der Josef-Krainer-Preis in der Kategorie Integration verliehen.
Im Sommer 2018 startete Missethon das Facharbeiter-Zuwanderungsprogramm Talents for Europe, das junge Menschen aus europäischen Ländern mit hoher Jugendarbeitslosigkeit auf die Lehre in deutschsprachigen Unternehmen vorbereitet, vermittelt und begleitet.
Des Weiteren ist Josef Missethon national und international als Speaker und in Expertengremien zum Themenkomplex Werte, Migration und Arbeit tätig.
Er ist verheiratet, hat drei Kinder und lebt in Premstätten bei Graz.

## Publikationen
- mit Gerd Krakowitzer (Hrsg.): Lean Quality Management. Der Mensch im Mittelpunkt (= Qualitätsforum 1993), LogBuch, Dortmund 1993.
- mit Gerd Krakowitzer (Hrsg.): Qualitäts-Bausteine. Erfolgsfaktoren für Unternehmen im gemeinsamen Europa (= Qualitätsforum 1994), LogBuch, Dortmund 1994.
- mit Gerd Krakowitzer (Hrsg.): Standortsicherung durch Qualitätsmanagement (= Qualitätsforum 1995), LogBuch, Dortmund 1995.
- mit Gerd Krakowitzer (Hrsg.): Qualitätsmerkmal Partnerschaft. Teamentwicklung, kontinuierliche Verbesserung, Qualitätsmanagement (= Qualitätsforum 1996), LogBuch, Dortmund 1996.